# Analgezija
Analgezija je uklanjanje ili odsutnost bola bez gubitka svijesti.
Gubitak osjećaja bola događa se zbog prekida puta živčanog sustava između osjetilnog organa i mozga. Postoje različite vrste stimulatora receptora (bol, dodir, temperatura) koje potiču stvaranje impulsa iz kože koji putuju u mozak istim živcem. Stoga će uklanjanje bola prouzročiti i uklanjanje osjeta dodira i temperature. Kada dođu u kralježničnu moždinu ovi se putovi razdvajaju i nalaze se u zasebnim snopovima koji živčane impulse vode u mozak.  
Spinalna i lokalna anestezija su primjeri analgezije.
Lijekovi koji uklanjaju bol se nazivaju analgetici.